# Eija Koskivaara
Eija Koskivaara, född den 7 maj 1965  i Virmo, är en finländsk orienterare som ingick i stafettlaget som tog guld vid VM 1995.  Hon har även tagit ytterligare två silver och två brons vid VM samt ett silver och ett brons på de öppna nordiska mästerskapen .